# Костромские курганы

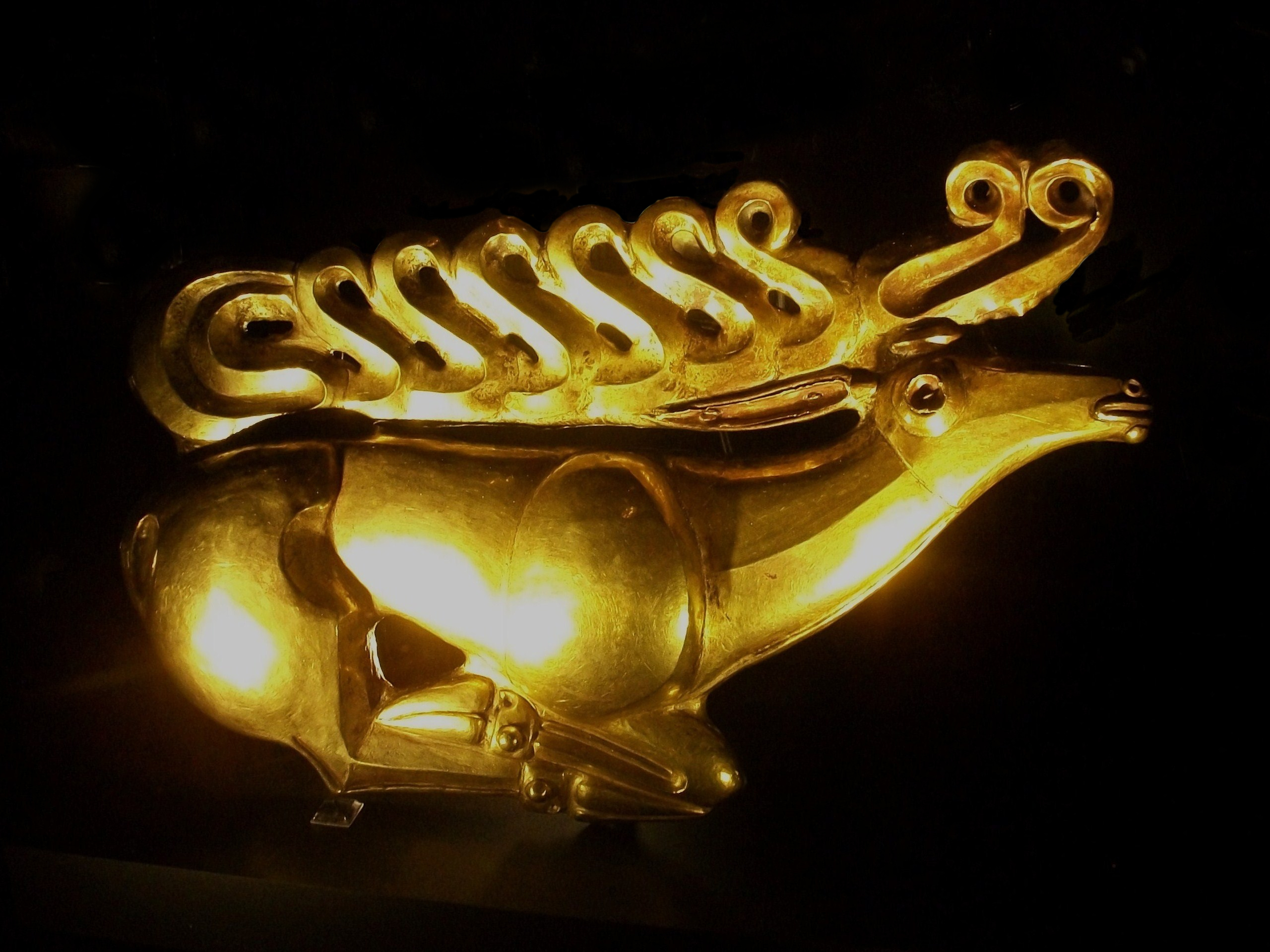

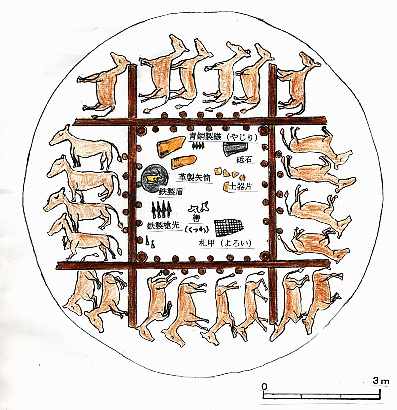
Конские захоронения и артефакты Костромского кургана

Костромские курганы — группа курганов бронзового и железного веков у хутора Северный в Мостовском районе Краснодарского края. 

## Общие сведения
Один курган датируется VI в. до н. э., остальные более поздние.
Первые раскопки вёл Н. И. Веселовский в 1897 году.
Артефакты хранятся в собрании Государственного Эрмитажа.

## Артефакты

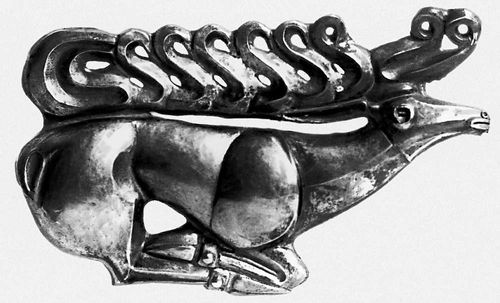
Золотой олень из станицы Костромской. Начало VI в. до н. э.

- погребение знатного воина начала VI в. до н. э., предводителя одного из синдо-меотских племён.
- железный чешуйчатый панцирь.
- наконечники копий, колчаны с бронзовыми наконечниками стрел и мн. др.
- погребения были под шатром из брёвен, вокруг лежали убитые при погребении слуги или рабы покойного, а также 22 лошади.

Как самую замечательную находку выделяют железный щит, украшенный знаменитой золотой бляхой лежащего оленя, ставший известным как яркий пример произведения, типичного для собственно звериного стиля.